# ルントック
ルントック（チベット語: ལུང་རྟོགས Lungtok、1962年 - ）は、ガンデンポタン（チベット亡命政権）の役人、柔道家、空手家。2014年8月から2020年5月にかけて、ダライ・ラマ法王日本代表部事務所の代表を務めていた。空手初段、柔道二段。

## 経歴
チベットに生まれる。その後インドに亡命して、ダラムサラのチベット亡命政権が運営するチベット中央学校に通う。
1980年に初来日。1980年から1984年まで、成田山新勝寺の留学生として仏教を専門的に勉強、その傍ら柔道や空手など武道の稽古にも勤しむ。
1989年から1996年まで、再来日して拓殖大学で学業を修めて学士、修士を取得。
1996年から2002年まで、ダラムサラの公安省でダライ・ラマ法王の警護を担当。このとき日本で体得した柔道や空手を同僚に指導している。
2002年4月から2013年2月まで、東京のダライ・ラマ法王日本代表部事務所で文化・情報担当官として勤務。
2013年から2014年まで、ダラムサラの公安省でダライ・ラマ法王の警護を担当。
2014年6月に来日。同年8月、ラクパ・ツォコに代わってダライ・ラマ法王日本代表部事務所の代表に就任。
2020年5月8日、ルントックに代わってツェワン・ギャルポ・アリアがダライ・ラマ法王日本代表部事務所の代表に任命される。

## 講演
- 2014年10月8日　中道へのアプローチ（東京都港区）[4]
- 2015年7月19日　中道のアプローチ（東京都港区）[5]
- 2017年6月11日　チベットを知ろう（京都府京都市）[6][7]
- 2017年9月4日　チベットを知ろう（東京都新宿区）[8]
- 2017年10月25日　美味しく学ぶニュースな国際講座 第13回「チベット」（東京都新宿区）[9]
- 2017年12月10日　世界は今！ 〜 マインドフルネス×真のリーダーとは？ 〜 vol.1（東京都中央区）[10]
- 2017年12月21日　第79回勝兵塾講演（東京都港区）[11]